# Shut Up and Dance
Shut Up and Dance fue un dúo musical inglés que fusionó la música hip hop con el hardcore a finales de los años 80. Están considerados como uno de los pioneros del jungle.

## Carrera
El grupo fue formado en 1988 en Londres por Philip 'PJ' Johnson y Carl 'Smiley' Hyman. En sus inicios a mediados de los 80, ambos eran raperos que formaban parte de la cultura del sound system inglesa. Se encargaban de un sound system en el norte de Londres, junto a su amigo de la escuela DJ Hype. Originalmente solo ponían reggae, pero tras el viaje de Smiley a Nueva York en 1985, empezaron a pinchar también hip hop expandiendo el equipo de un plato (al estilo jamaicano) a dos platos (al estilo hip hop). Dada la dificultad que encontraban para publicar su material, formaron su propio sello en 1988, Shut Up And Dance Records. Como Bboys y ávidos bailarines, buscaban un tipo de sonido que sirviera para bailar, lo que ellos llamaban "hip hop rápido".
Comenzaron publicando como "Ragga Twins" y "Nicolette", y pronto sacaron material bajo el nombre Shut Up & Dance. En seguida temas como "£10 to Get In" o "Lamborghini" se convirtieron en auténticos éxitos del circuito rave underground, que devoraba sus producciones mitad jamaicanas mitad breakbeat. Aunque en un principio no era su intención, pues ellos no participaban del fenómeno de las fiestas ilegales, siguieron produciendo música para las raves al tiempo que iban sentando las bases de lo que sería conocido como Jungle. En realidad, al acelerar los breaks del rap, en el contexto de unos sound systems muy marcados en los 80 por el dancehall y la música jamaicana (con sus potentes líneas de bajo y la característica forma de cantar), y todo ello cuando la música hardcore empezaba a propagarse en las fiestas que botaban por todo el país, hicieron de música un género perfecto para ser pinchado.
Su música ha sido denominada genéricamente como Ragga jungle, si bien está considerada como uno de los precursores directos del jungle.